# Alejandro Iaccarino
Alejandro Rómulo Iaccarino (La Plata, provincia de Buenos Aires, 7 de agosto de 1946) es un empresario y militante por los derechos humanos argentino. Hijo de Dora Emma Venturino y Rodolfo Genaro Valentín Iaccarino, hermano de Rodolfo y Carlos Iaccarino. Está casado con Mercedes Rosario Ruiz.
Formado junto a sus hermanos en la moral católica y fuertemente marcado por el ecumenismo, movimiento que basa sus fundamentos en la coherencia de vida relacionada con el amor y la paz. Iaccarino siempre se ha movilizado a través de esos mismos conceptos, siguiendo la línea de importantes personalidades como Henry Thoreau, Mahatma Gandhi, Martín Luther King, Hélder Cámara y Adolfo Pérez Esquivel, quienes permanentemente se confrontaron contra las corporaciones internacionales.

## Empresario social
Desde joven desarrolló una personalidad inventiva y creativa, tal es el caso que a los 17 años creó una teoría económica denominada PEEG (Plan Económico Expansivo General) siendo aplicada con rotundo éxito y la cual consiste en un plan social para la reivindicación de los más pobres. La gran importancia de esta teoría económica es la ayuda que ofrece a los más humildes a que puedan tener un nivel superior de dignidad humana y mayor paz en lo social, confrontando a su vez a las empresas multinacionales.
Como el mismo Alejandro lo indica, el Plan Económico Expansivo General es muy simple ya que no existen elucubraciones científicas económicas. Está conformado por 17 bases las cuales comprometen a las corporaciones multinacionales a perfeccionar sus accionares con respecto a los contextos sociales en los que operan. A su vez, la experiencia de la implantación y concreción del Plan es de enorme importancia para la validez del mismo.
En el PEEG se aplican fundamentos genuinos de oferta-demanda, de un auténtico liberalismo, basado en los reales principios de la economía de Adam Smith, importante influencia en Alejandro, quien de joven queda cautivado acerca de la metodología empresarial del economista escocés reflejada en la Teoría de los sentimientos morales.
A temprana edad comenzó a destacarse en el ámbito empresarial. En 1969 ingresó en la Bolsa de Comercio de Buenos Aires, siendo a esa fecha el socio más joven de la entidad. A su vez inició su carrera como empresario con la fundación de las empresas Constructora Sureña Argentina SA, Ilumbras SRL (Iluminación de obras) y CIATRA (auditoría, consultora impositiva y del trabajo), junto a sus hermanos Carlos y Rodolfo. Años más tarde compraron dos establecimientos agrícola-ganaderos y forestales de 25.000 hectáreas en la Provincia de Santiago del Estero. También adquirieron la única industria láctea privada del Noroeste Argentino, Industrias Lácteas Santiagueñas SA (ILSA SA).
Debido al progreso económico que la familia Iaccarino estaba viviendo y dada las grandes distancias en donde se encontraban instaladas sus empresas y establecimientos, en 1975 Alejandro junto con su hermano Carlos, viajaron a Estados Unidos para comprar un avión Rockwell Aero Commander Shrike 500 bimotor. En esa misma visita lograron constituir mediante un leasing, plantas de aprovechamiento de los subproductos de la madera dura.
En 1975 producto del enfrentamiento con el gobernador de Santiago del Estero, Carlos Juárez, los Iaccarino crearon el NOA lechero. El conflicto se debía a que el máximo mandatario provincial no otorgaba el aumento del precio de la leche, argumentando que esta misma tenía un precio político, cuando lo que se buscaba era buscar la quiebra de los empresarios. Por este motivo se consiguió agrupar a todas las empresas del norte estableciendo la normativa que ninguna ocupe el lugar de otra.

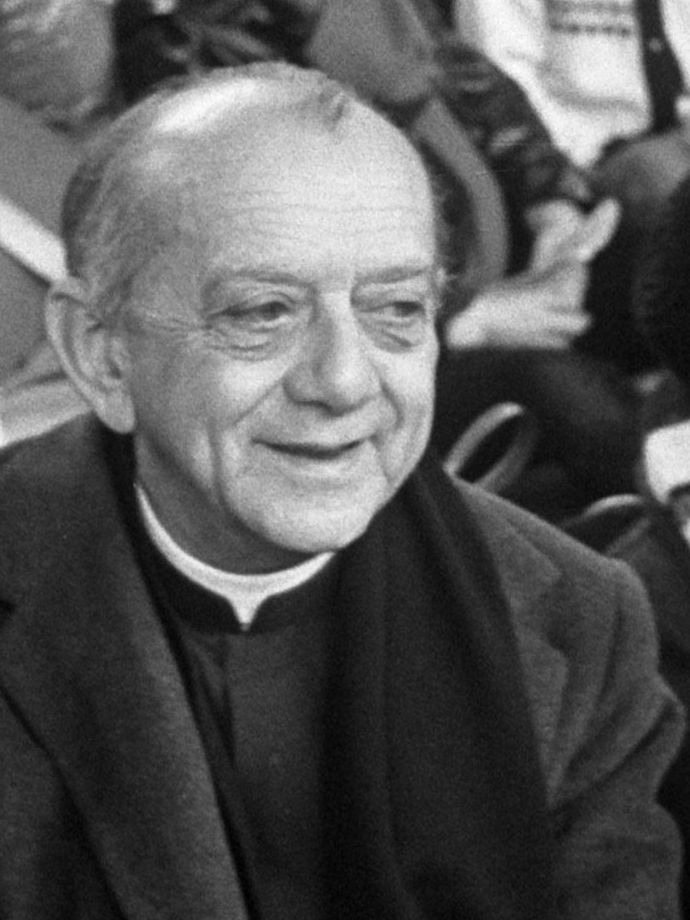
Hélder Cámara. Año 1974

Alejandro viajó a Recife, Estado de Pernambuco, Brasil, en 1975 para encontrarse con la eminencia reconocida a nivel universal por su lucha contra la pobreza y marginación, Monseñor Hélder Cámara, personalidad emblemática de los Derechos Humanos, figura de la Teología de la Liberación e ideólogo del Pacto de las Catacumbas. Con Monseñor Cámara se reunió durante dos días (la primera entrevista tuvo una duración de 7 horas y la segunda de 9 horas). El motivo del encuentro fue la explicación del PEEG creado por Iaccarino, el cual Monseñor aprobó y vaticinó la trascendencia de ese nuevo enfoque para la lucha por los más humildes.

## Víctima de la dictadura militar
La vida de Alejandro y su familia sufriría un duro golpe cuando el 28 de septiembre de 1976, tanto él, como sus hermanos y sus padres, fueron secuestrados por la dictadura militar que azotó al país entre 1976 a 1983.

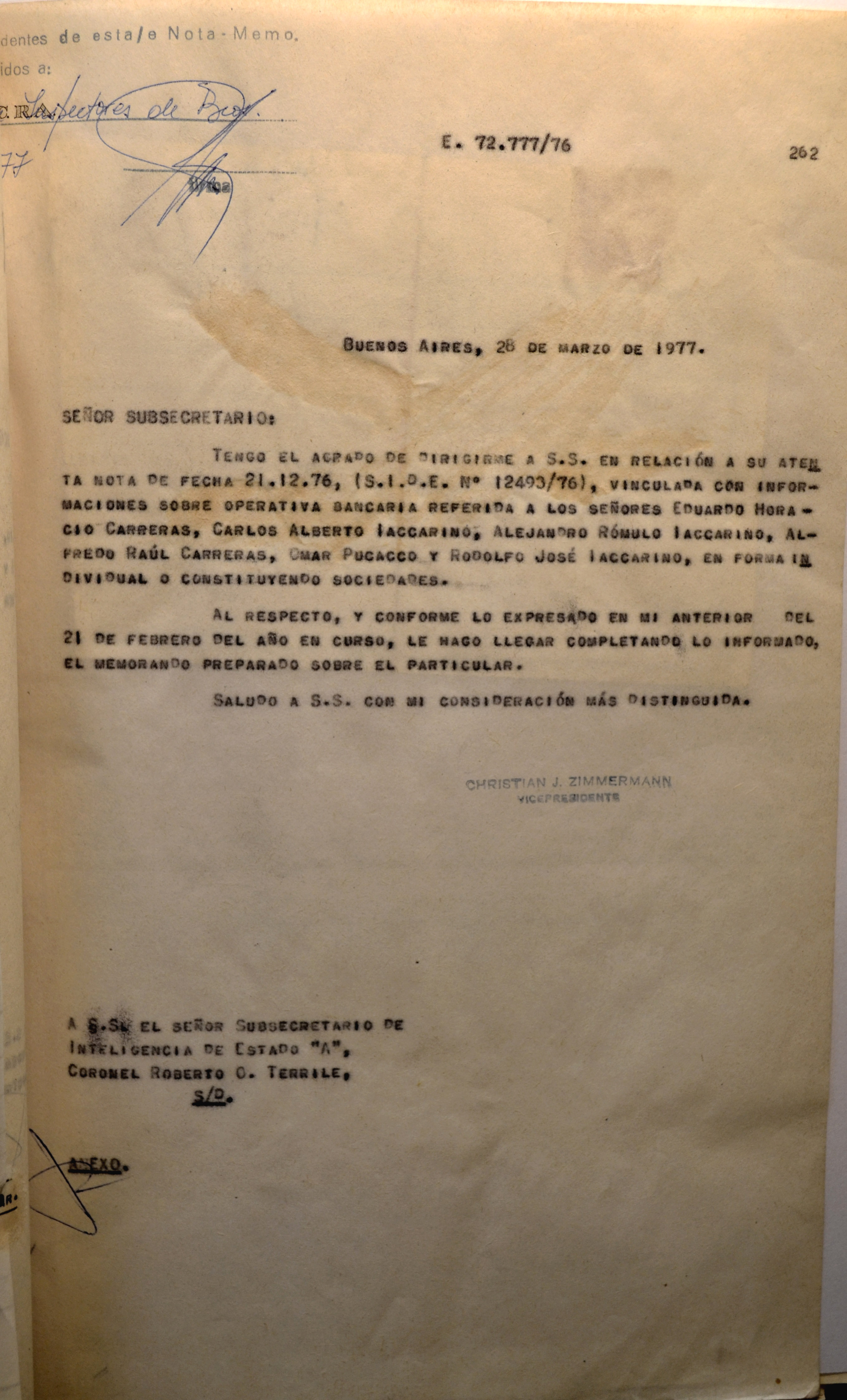
Acta secreta del Banco Central y la SIDE sobre los hermanos Iaccarino. Mayo de 1976

Alejandro estuvo preso junto a sus hermanos, hasta el 4 de septiembre de 1978, pasando por catorce destinos, entre ellos nueve Centros clandestinos de detención y exterminio entre otros (COT I Martínez, “El Infierno” de Avellaneda, la Unidad Penitenciaria N.º 9 de La Plata, la cárcel de Santiago del Estero, entre otros) siendo torturado y desapoderado de importantes bienes materiales aún no recuperados.
El 28 de enero de 1978 los hermanos Iaccarino fueron sentenciados sin poder elaborar defensa alguna por el Juzgado N° 39 de Instrucción Militar a cargo del Teniente Coronel Ricardo Tellería.
No obstante haber recuperado la libertad, continuaron cautivos de la persecución del III Cuerpo de Ejército hasta 1983, razón por la cual debió comenzar la lucha contra el régimen opresor por diversas vías.
A poco de su liberación comenzó a trabajar por la reivindicación de quienes sufrieron “el robo” del Estado de Derecho y de sus bienes.
En agosto de 2015 se rescataron actas secretas del Banco Central de la República Argentina, donde se ve de manera nítida el nivel de persecución del gobierno militar a los empresarios que no obedecían a la política económica de esos años. En este caso en particular, tomando el BCRA la medida excepcional de recurrir a la Secretaría de Inteligencia para buscar información que valide el actuar y los procedimientos ilegales que sufrieron Alejandro y su familia, no teniendo los hermanos ningún tipo de vínculo directo con esta institución.
Es de importancia mencionar que Google indica a la situación vivida por los Iaccarino, a través de la elaboración de un informe de gran magnitud, como un caso emblemático sobre secuestrados en la época del Proceso, debido a que con su ilegal detenimiento comenzaron las persecuciones, torturas, extorsiones y desapoderamientos a empresarios argentinos que no coincidían con las ideas económicas que se implantaron en esos años.

## Asesor económico y militante por los Derechos Humanos

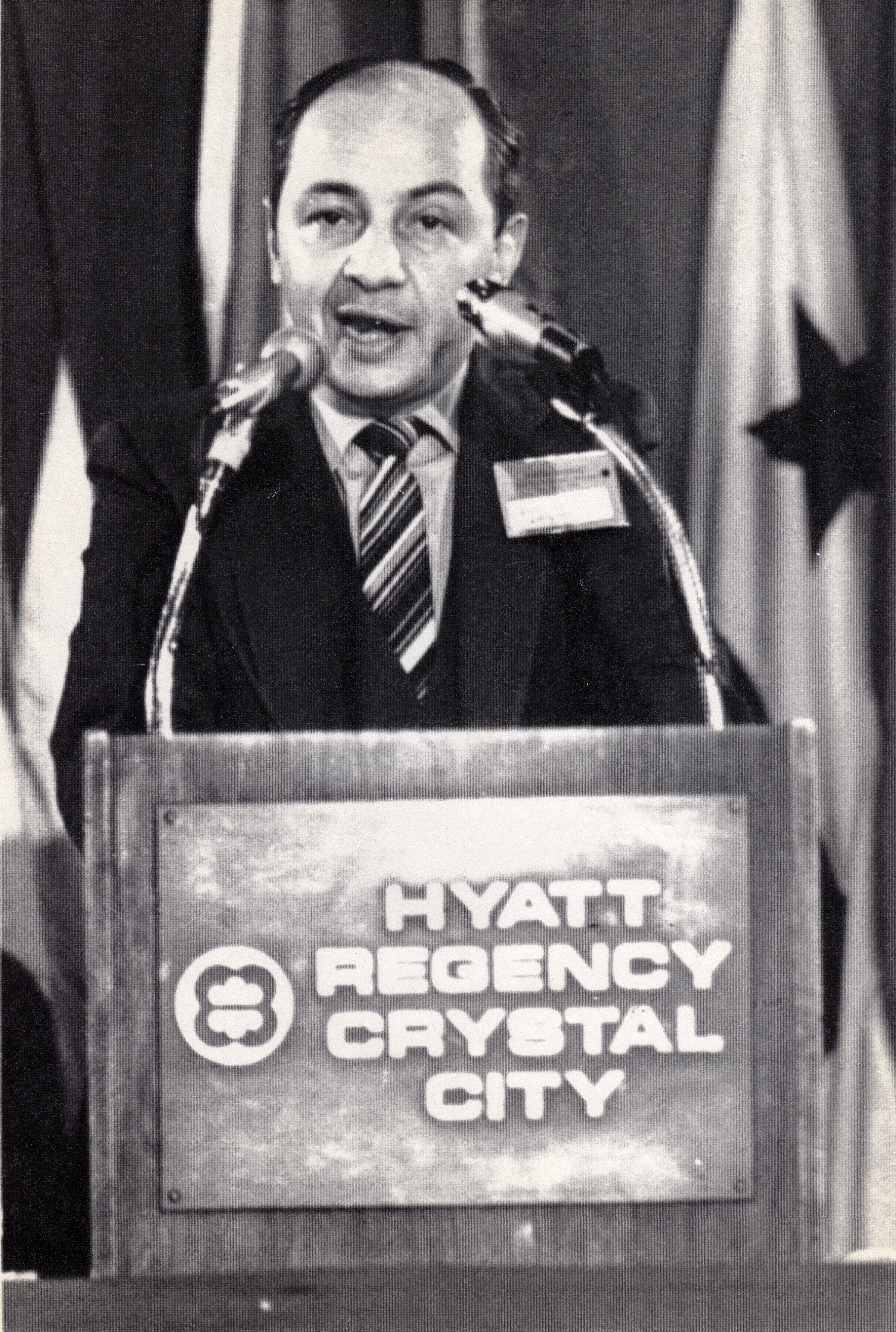
Exposición en Washington. Noviembre de 1984

En 1982 es elegido Presidente de la Confederación Económica Argentina. Con un grupo de empresarios y profesionales fundaron diversas Asociaciones Económicas en todo el país las cuales dieron paso a la formación de las Federaciones y luego la Confederación. Esta entidad nacional permitió canalizar todas las injusticias de aquellos hombres de negocios que fueron perjudicados por la dictadura, como así también de aquellos que fueron secuestrados, torturados y desapoderados. Y, además, por el perjuicio que causó la concentración económica estructurada por José Alfredo Martínez de Hoz, lo cual favoreció a las compañías multinacionales destruyendo a la pequeña y mediana industria nacional (bandera de lucha que llevaron a cabo los hermanos Iaccarino).
En noviembre de 1984 en Washington, Estados Unidos, a través de una reunión internacional de 1200 representantes, es nombrado Presidente de la Comisión Investigadora del Fondo Monetario Internacional y de la Comisión Trilateral en América Latina. Las investigaciones realizadas y el trabajo de esclarecimiento aún se sienten en Latinoamérica.
También se destaca su presencia en marzo de 1985 en el Auditorio del Automóvil Club Argentino de la Ciudad de Buenos Aires donde expuso el lineamiento sobre la metodología para fundamentar el debate y la difusión contra la Comisión Trilateral y el Fondo Monetario Internacional en Latinoamérica.
Durante los años 1985 y 1986 desarrolló una amplia difusión en toda América Latina de la planificación económica impuesta por la Comisión Trilateral, para apoderarse de las empresas estatales de los distintos Estados Latinoamericanos; como así también de la fabricación ficticia del endeudamiento externo, impuesto por el terror implantado mediante el Plan Cóndor y dirigido por civiles representantes del establishment mundial, encabezados por el Fondo Monetario Internacional (FMI) y con el apoyo de otros organismos internacionales de renombre como el Banco Mundial, el Banco Interamericano de Desarrollo y la Organización Mundial del Comercio, entre otros.
A partir del Juicio por la Verdad, y a raíz de su caso, los hermanos Iaccarino comenzaron a tomar contacto con jueces y camaristas del fuero penal, con el Ministerio Público, con la Secretaría de Derechos Humanos de la Nación y de diversas provincias, con la Defensoría de la Nación, con personalidades del país y del exterior, y con Madres, Abuelas e HIJOS de distintos puntos del país.

## Amistades
Alejandro Iaccarino mantiene una gran amistad con Adolfo Pérez Esquivel, Premio Nobel de la Paz (1980), siendo asesor personal del mismo. La relación entre ambos se inició en 1978 cuando compartieron cautiverio en la Unidad N.º 9 de La Plata.

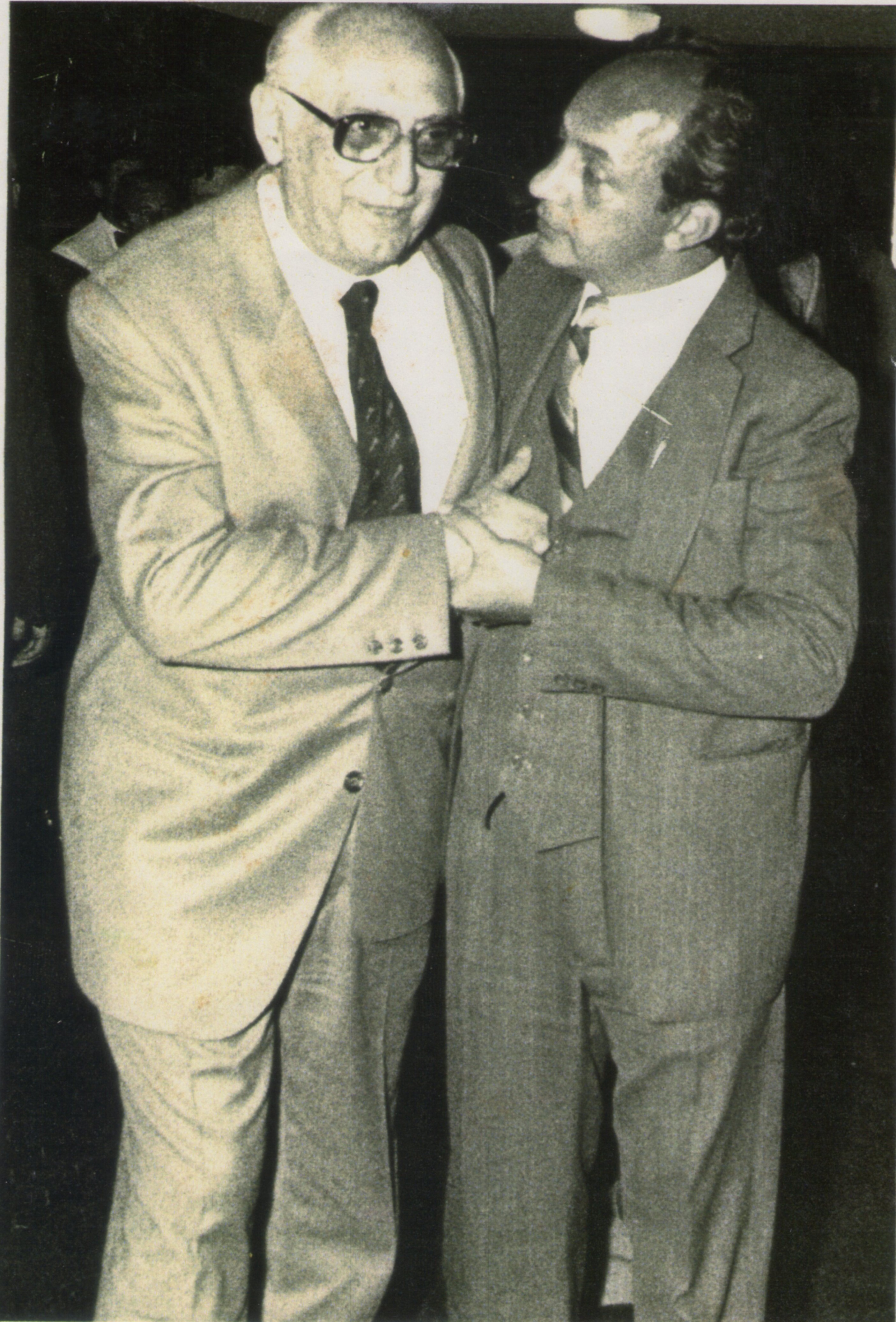
Junto a Arturo Frondizi en la Sede de la Sociedad de Bomberos de San Martín (Buenos Aires)

Debido a su gran capacidad empresarial y a su sensibilidad social, en el año 1982 se convirtió en un discípulo del ex Presidente de la Argentina, Arturo Frondizi, (a quién admiraba) hasta 1995 cuando se produjo el deceso de quién fuera uno de los dirigentes más respetados que tuvo el país.
También estableció una enorme amistad con el célebre escritor, historiador y periodista Osvaldo Bayer. Ambos compartieron numerosos encuentros, exposiciones y conferencias que permitieron solidificar el vínculo a través de los años.

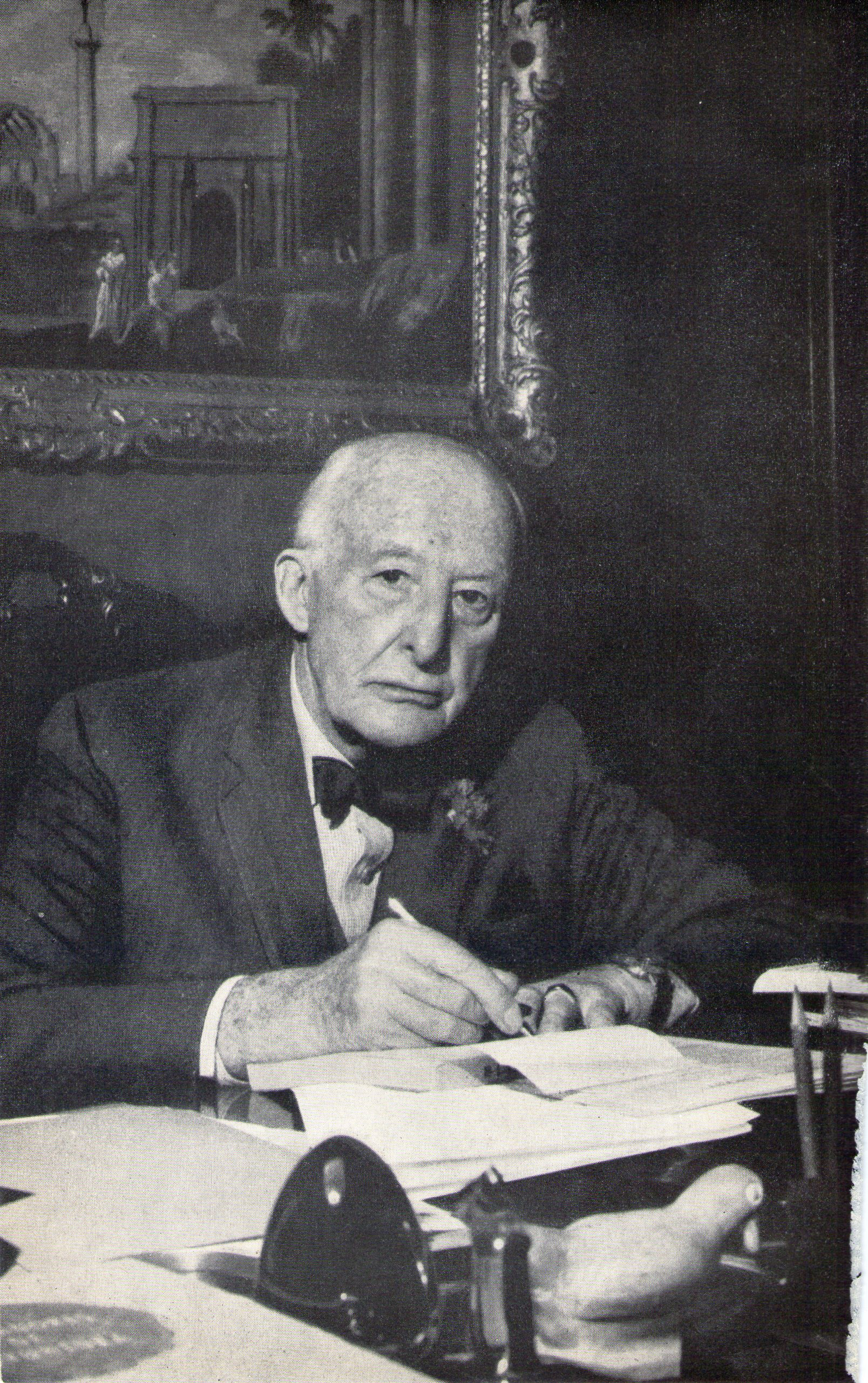
Alejandro Shaw en su despacho en la presidencia de la Banca Shaw

Alejandro Shaw, presidente de la Banca Shaw y de la Academia Argentina de Ciencias Económicas, padre de Enrique Shaw y en su momento el 3er empresario en importancia de la Argentina, quién se convirtió en el mecenas de Alejandro debido al estudio del Plan Económico presentado por el joven Iaccarino en 1964, corrigiendo la redacción de las últimas tres bases financieras del mismo y otorgando su apoyo total al proyecto.
Estableció una amistad al compartir numerosos encuentros con Vicente Solano Lima, Vicepresidente de la Nación Argentina en 1973, miembro del Partido Conservador Popular, conocido como Ministro Rojo o Conservador Rebelde. Las semejanzas en el pensamiento y la acción de ambos permitieron consolidar este lazo afectivo.
También generó un fuerte vínculo con Basilio Serrano quién presidió la Cámara de Sociedades Anónimas y contribuyó a la fundación del Partido Demócrata Cristiano (PDC) en 1981. Se conocieron mientras Alejandro ejercía la presidencia de la Confederación Económica Argentina.
Serrano junto a Solano Lima fueron importantes partícipes en los armados de los frentes de liberación nacional, siendo el más conocido el FREJULI que ganó en las elecciones del 11 de marzo de 1973.

## Reconocimientos
Entre los más destacados se pueden mencionar el otorgado por la Municipalidad de La Plata el 6 de mayo de 2010 donde se declara de "Interés Municipal el PEEG" y el nombramiento como "Ciudadano Ilustre de la Ciudad de La Plata" recibido el 11 de mayo de 2011.
También ha sido muy valorada su labor y su impronta por diferentes entes nacionales y provinciales como la Secretaría de Derechos Humanos de la Provincia de Buenos Aires y de Córdoba, UPCN e IPS, entre otros.
Entre los libros en donde se hace referencia al caso de Alejandro y sus hermanos, se pueden destacar: “Economía, Política y Sistema Financiero. La última dictadura cívico-militar en la CNV” y “La Dictadura del Capital Financiero. El golpe militar corporativo y la trama bursátil”. En ambos, la Comisión Nacional de Valores (CNV) toma en cuenta la lucha de los Iaccarino y la trascendencia del caso, considerándolos como un factor de enorme importancia en demostrar la labor de empresas multinacionales y sus responsabilidades en la temática de crímenes de lesa humanidad y desapoderamiento de bienes.

## Actualidad
Tras recuperar su libertad ofreció múltiples conferencias en diversas Asociaciones Económicas de Argentina (Ciudad Autónoma de Buenos Aires, Quilmes, San Juan, Mendoza, San Miguel de Tucumán, Mar del Plata, entre otras ciudades).
Actualmente y desde hace varios años ha disertado en diferentes Municipalidades, Centros de Estudios y Universidades de todo el país (UNICEN, UNLP, UNLZ) exponiendo sus conocimientos sobre Economía Social y sus vivencias ocurridas en sus años de vida, haciendo hincapié, especialmente, en como el período del Proceso Cívico Militar provocó la destrucción económica de la patria.
Los hermanos Iaccarino han sufrido diversos atentados contra sus vidas debido a la difusión que han dado acerca de cómo, durante el Proceso de Reorganización Nacional, sectores de la estructura civil manejaron los grandes intereses que llevaron adelante la destrucción integral del aparato productivo económico financiero de Argentina. Uno de los principales atentados sucedió el 1 de mayo de 2012 cuando en la puerta de la casa de Alejandro, en la ciudad de La Plata, tres hombres intentaron acabar con su vida.
Bajo el gobierno de Mauricio Macri, ellos padecieron la ausencia de la Unidad de Información Financiera como querellante en su causa, cuando anteriormente el organismo había logrado determinar con precisión la ubicación de los bienes apropiados y los individuos responsables de los delitos. Los Iaccarino fueron las primeras personas en presentar judicialmente la acusación de "traición a la patria" a la UIF, la cual tiene como función seguir la ruta del dinero de todos los casos donde se juzguen funcionarios, o exfuncionarios, que hayan delinquido, apropiándose de bienes tanto públicos como privados. En un acto desarrollado el 13 de mayo de 2016, frente al edificio del organismo, los hermanos hicieron público el motivo de la acusación de Traición a la Patria, al demostrar que, con este accionar, el Estado será quién tenga que hacer frente a las erogaciones las cuales podrían haber sido embargado por la querella de la UIF.
En abril de 2018 se publica el libro “Los Iaccarino. El caso que derrumba la teoría de los dos demonios”, con prólogos escritos por Adolfo Pérez Esquivel y Stella Calloni, además del aporte de Osvaldo Bayer en la contraportada. En esta obra literaria, Alejandro y Carlos relatan su historia de lucha, de templanza y de fe, como así también todos los sufrimientos y padecimientos vividos durante la etapa de la última dictadura cívico-militar argentina. El libro se presenta como un elemento más en la constante búsqueda de justicia de los hermanos Iaccarino, dejando en claro el ejemplo de resiliencia que ambos han experimentado después de tantos tormentos.
El 11 de agosto de 2020 Alejandro realiza una denuncia penal en la Comisaria Primera de La Plata, donde describe haber sufrido 7 nuevos atentados  en un lapso de 13 días. En la misma, se pone en consideración que el importante avance de las causas jurídicas que los hermanos llevan adelante son las causales de estos ataques.
El 13 de junio de 2022 el Juez Federal Guillermo Molinari ordenó la restitución de las Industrias Lácteas Santiagueñas SA (ILSA SA) a la familia Iaccarino. De esta manera, los hermanos logran recuperar parte de su patrimonio y continúan con el proceso de lucha por la reposición del resto de los bienes que les fueron robados. 
El 6 de septiembre de 2022 Alejandro y Carlos prestan declaración en el juicio de lesa humanidad conocido como “Brigadas de Banfield, Quilmes y Lanús” ante el Tribunal Oral en lo Criminal Nº1 de Justicia Federal de La Plata.
En sus testimonios, los hermanos expusieron acerca de lo sufrido en los diferentes centros de detención, especialmente en la brigada denominada “El Infierno”. La crudeza de sus relatos llevaron a que el presidente del tribunal, Ricardo Basílico, adopte de forma inmediata el refuerzo de la custodia de Gendarmería Nacional Argentina a ambos debido a la gran cantidad de atentados que han venido padeciendo.
Actualmente ese ex centro clandestino de detención, tortura y exterminio es uno de los tantos sitios de memoria en la Argentina que fueron reacondicionados como memoriales recordatorios de los crímenes producidos por el terrorismo de Estado. Una de sus salas lleva el nombre “Hermanos Iaccarino”.

## Futuro. La divulgación del PEEG
Tanto Alejandro como su hermano Carlos nunca dejaron de trabajar en la concreción del PEEG (Plan Económico Expansivo General), el cual nació como una idea, se convirtió en teoría y pasó a ser una práctica, ya que por 54 meses estuvo en marcha teniendo un éxito rotundo en la ciudad de La Plata y alrededores.
El sistema ideado por los Iaccarino funcionaba perfectamente, siendo la prueba acabada de la efectividad del mismo, el detenimiento y secuestro de toda la familia, debido a que sus prácticas iban contra los intereses de las grandes corporaciones las cuales han liderado las formaciones de precios en todos los ámbitos y en todos los rubros. Estos grupos económicos vieron en los Iaccarino el peligro de continuar siendo formadores de precios. El motivo fue que a través del PEEG se generaba una reducción de hasta un 53% en el precio final de los productos con respecto a los centros de abastecimiento alimenticios tradicionales.
Carlos Cleri, personalidad reconocida en el mundo empresarial, explica a través del libro Estrategia Bonsái, la validación al PEEG como un Plan que fue llevado de forma exitosa a la práctica.
A su vez, en el mismo escrito, destaca la evolución de los Hermanos Iaccarino como empresarios sociales, situándolos junto a otros emprendedores de renombre como el caso de Enrique Shaw, en una categoría de hombres de negocios los cuales priorizan, tanto la obtención de ganancias monetarias, como el progreso general de todos los autores involucrados en sus proyectos.
Actualmente continúan trabajando sobre el Plan, concretando entrevistas con los líderes religiosos del mundo haciendo entrega del dossier reservado el cual contiene los puntos fundamentales de la aplicación del mismo.

El hambre es un insulto; envilece, deshumaniza y destruye el cuerpo y el espíritu… también la propia alma; es la forma de violencia más asesina que existe. Mahatma Gandhi

La finalidad de la implementación del PEEG coincide con el pensamiento de diferentes referentes globales de mitigar la pobreza, la indigencia y el hambre, generando acciones concretas a favor de la dignidad del género humano.

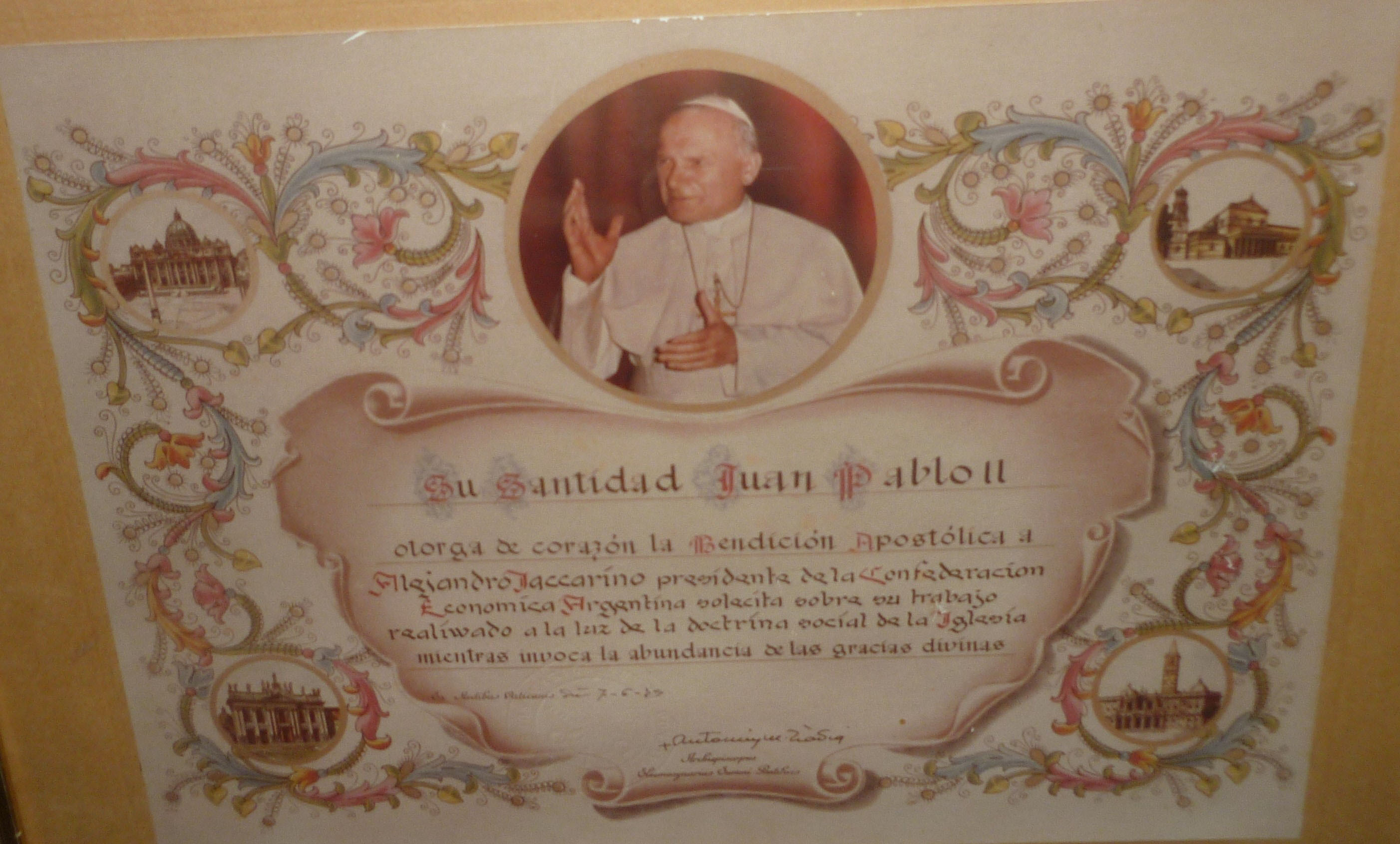
“…a Alejandro Iaccarino presidente de la Confederación Económica Argentina solicita sobre su trabajo realizado a la luz de la doctrina social de la Iglesia…”

Importante mencionar que en junio de 1985 el Papa Juan Pablo II avaló la creación del PEEG y le otorgó a Alejandro la Bendición Apostólica en reconocimiento a su años de trabajo social. "Su Santidad Juan Pablo II otorga de corazón la Bendición Apostólica a Alejandro Iaccarino presidente de la Confederación Económica Argentina solicita sobre su trabajo realizado a la luz de la doctrina social de la Iglesia mientras invoca la abundancia de las gracias divinas."
El 3 de junio de 2014, en Zúrich, Suiza, Iaccarino presentó el Plan PEEG en el Consejo Mundial de Iglesias Archivado el 26 de octubre de 2007 en Wayback Machine., ante los líderes religiosos mundiales, entre los que se encontraba el subsecretario de la entidad, Georges Lemopoulos. También asistieron economistas y traductores.
Es de importancia destacar, el encuentro que Alejandro tuvo con el Papa Francisco, el 4 de junio de 2014, en la Plaza de San Pedro, siendo un aspecto trascendente del mismo la mutua emotividad que ambos sintieron en esa reunión.

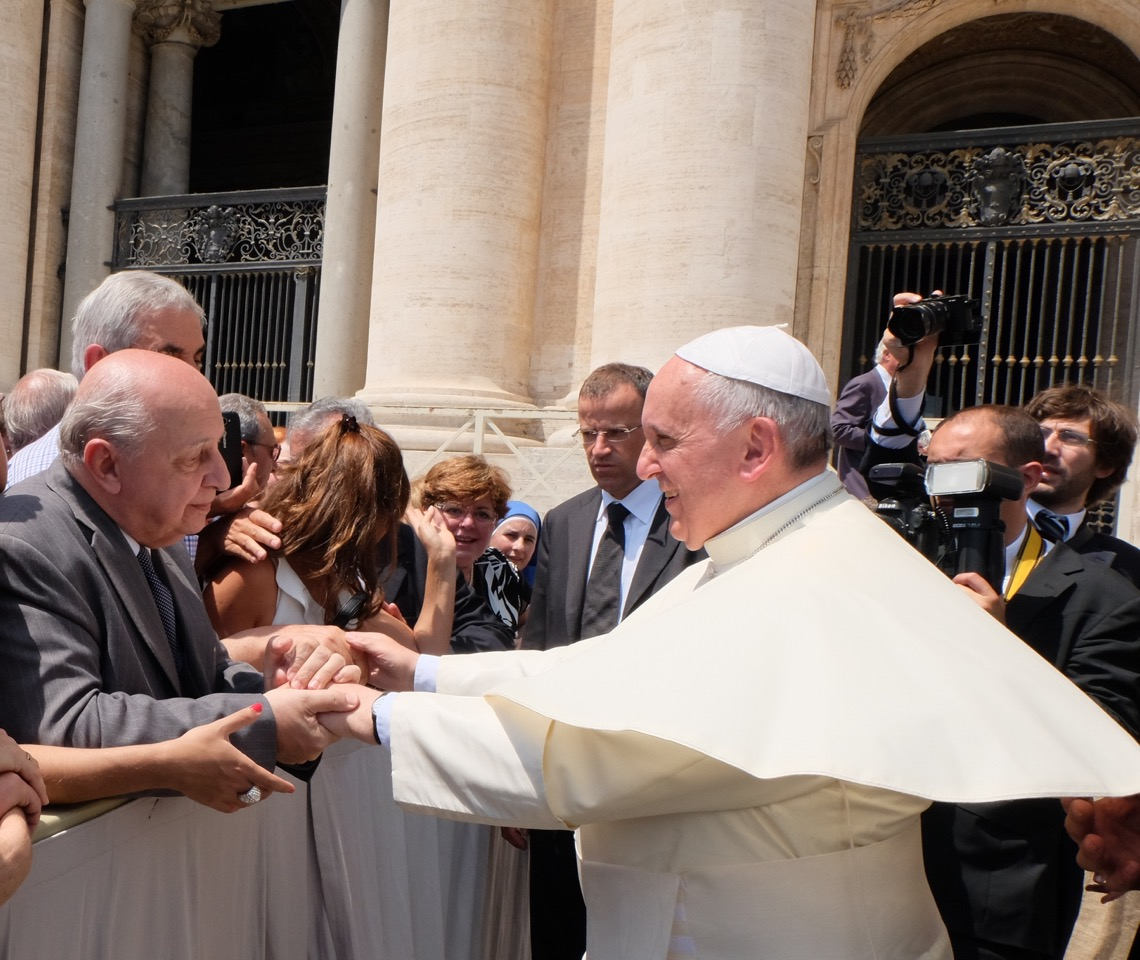
Encuentro con el Papa Francisco en la Plaza de San Pedro

Varios organismos internacionales no han alcanzado o no han querido lograr los objetivos vitales para vivir, transformándose esas estructuras formales generadoras de grandes presiones a favor de las corporaciones multinacionales (ej. OMC). A su vez no tienen cifras veraces sobre el hambre y la indigencia.
Aún hoy, llegando al medio siglo de lucha, los hermanos Iaccarino se preguntan por qué los líderes religiosos no ponen en marcha el PEEG, el cual está certificado que es un sistema que mitigaría de manera manifiesta el hambre y la indigencia en el mundo globalizado.
La lucha por desarrollar en la práctica el Plan, va de la mano con respecto a las situaciones experimentadas por los hermanos en sus vidas. La fuerza de voluntad, los principios cristianos y la inquebrantable fe en sus valores les permite mantener la convicción de que el paso de ellos por este mundo no sea en vano, dejando herramientas que sean de utilidad para los más necesitados en un planeta que acrecienta su crisis con el paso del tiempo.

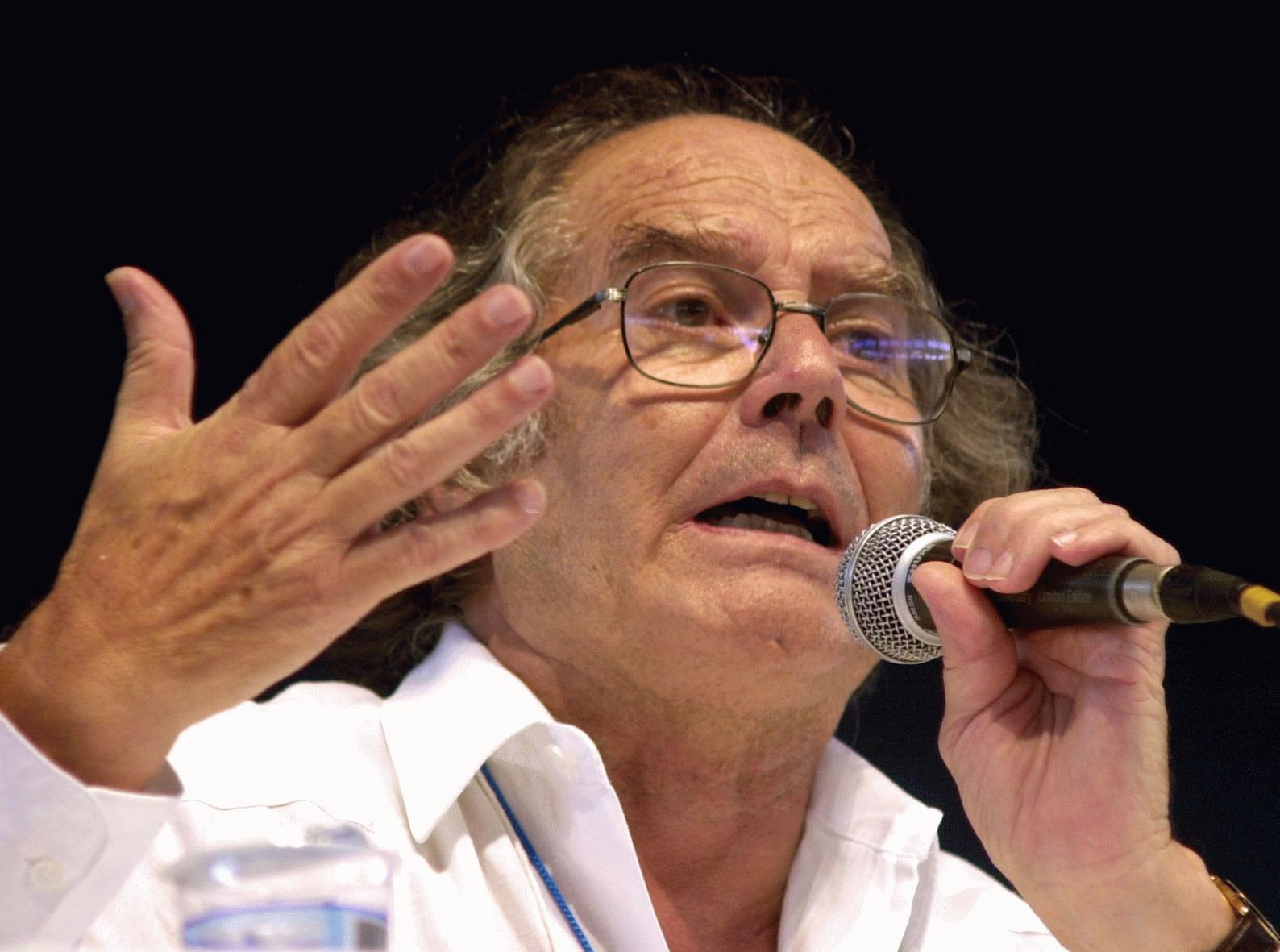
Adolfo Pérez Esquivel. Premio Nobel de la Paz 1980

En febrero de 2017, el Nobel de la Paz, Adolfo Pérez Esquivel, a través de una entrevista otorgada a la periodista Stella Calloni, para el periódico La Jornada de México, se refirió acerca de la injusticia vivida por los Iaccarino y exige al gobierno argentino una reparación inmediata.
Destaca en la nota lo emblemático del caso en el ámbito nacional y solicita su divulgación en todo el mundo. Certifica que el éxito del PEEG y su consolidación como empresarios sociales ha sido el motivo por el cual toda la familia fue secuestrada y torturada. Este sistema permitía manejar el precio final de los productos, produciendo serios perjuicios a las estructuras multinacionales que ejercieron una enorme presión para sacar a los Iaccarino del camino.
La historia de Alejandro y su divulgación del PEEG también ha sido reflejada para el mundo por el Portal Cultural de los Países Latinoamericanos como una historia emblemática de lucha por los humildes.

## Libros escritos
En 1998 trazó los primeros ensayos sobre el secuestro, tortura y desapoderamiento de sus bienes; más el sufrimiento de toda la familia. Junto a su hermano Carlos escribieron los siguientes libros: “Padre: Perdónalos porque no saben lo que hacen” (1998); “Metanoia” (2000), relacionado con la crisis nacional y mundial; “Los Secretos del Poder Mundial” (2002) y “Las Reglas Olvidadas” (2003).